# SK Wilchiwci
SK Wilchiwci (ukr. СК «Вільхівці») – ukraiński klub piłki nożnej, mający siedzibę we wsi Wilchiwci w obwodzie zakarpackim, na zachodzie kraju, występujący od sezonu 2024/25 w rozgrywkach ukraińskiej Druhiej lihi.

## Historia
Chronologia nazw:
- 1969: FK Wilchiwci (ukr. ФК «Вільхівці»)
- 16.08.2017: SK Wilchiwci (ukr. СК «Вільхівці»)

Klub piłkarski FK Wilchiwci został założony we wsi Wilchiwci w 1969 roku. Zespół uczestniczył w rozgrywkach obwodu zakarpackiego, ale bez większych sukcesów. Wraz z odzyskaniem przez Ukrainę niepodległości drużyna zaprzestała funkcjonować, sporadycznie występując w rozgrywkach.
Dopiero 17 lipca 1999 roku klub został odrodzony. Zespół przez kilka lat startował w mistrzostwach obwodu zakarpackiego, w 2015 nawet został absolutnym mistrzem mistrzostw pierwszej ligi obwodu, ale potem z przyczyn finansowych zrezygnował z dalszych występów. 16 sierpnia 2017 roku nastąpiło kolejne odrodzenie klubu z nazwą "SK Wilchiwci". W 2018 zespół dotarł do finału Pucharu obwodu, a w 2019 zdobył brązowe medale mistrzostw obwodu zakarpackiego. W sezonie 2018/19 startował w ogólnokrajowych rozgrywkach Amatorskiego Pucharu Ukrainy. W 2022 roku piłkarze zostali mistrzami obwodu.
W sezonie 2023/24 zespół startował w rozgrywkach Amatorskiej ligi Ukrainy, zajmując 8.miejsce w grupie 1. Latem 2024 roku klub zgłosił się do rozgrywek Drugiej ligi (D3) i otrzymał status profesjonalny.

## Barwy klubowe, strój, herb, hymn
|  |  |

Klub ma barwy czerwono-niebieskie. Piłkarki domowe spotkania zazwyczaj grają w czerwonych koszulkach, niebieskich spodenkach oraz czerwonych getrach.

## Sukcesy

### Trofea międzynarodowe
Do chwili obecnej klub jeszcze nigdy nie zakwalifikował się do rozgrywek europejskich.

### Trofea krajowe
| \| \| Zdobyte trofea w rozgrywkach Ukrainy (stan na: 11-07-2024) \| |                                                            |      |          |
| Rozgrywki                                                           | Osiągnięcie                                                | Razy | Sezon(y) |
| · Mistrzostwo                                                       | I miejsce                                                  | 0    |          |
| · Mistrzostwo                                                       | II miejsce                                                 | 0    |          |
| · Mistrzostwo                                                       | III miejsce                                                | 0    |          |
| Puchar                                                              | zdobywca                                                   | 0    |          |
| Puchar                                                              | finalista                                                  | 0    |          |
| Puchar                                                              | ?                                                          | 1    | 2024/25  |
| II liga                                                             | I miejsce                                                  | 0    |          |
| II liga                                                             | II miejsce                                                 | 0    |          |
| II liga                                                             | III miejsce                                                | 0    |          |
| Ukraina                                                             | Zdobyte trofea w rozgrywkach Ukrainy (stan na: 11-07-2024) |      |          |

- Druha liha (D3):
  - ?.miejsce (1x): 2024/25
- Amatorska liga (D4):
  - 8.miejsce (1x): 2023/24 (gr. 1)
- mistrz obwodu zakarpackiego: 2022
- brązowy medalista obwodu zakarpackiego: 2019
- finalista Pucharu obwodu zakarpackiego: 2018
- finalista Superpucharu obwodu zakarpackiego: 2018

## Poszczególne sezony

### Rozgrywki międzynarodowe

#### Europejskie puchary
Nie uczestniczył w rozgrywkach europejskich.

### Rozgrywki krajowe
| \| Ukraina \| Bilans występów klubu w rozgrywkach piłkarskich Ukrainy (Stan na 31 maja 2024 r.) \| \| |                                                                                   |        |       |   |   |   |    |    |     |            |        |        |      |
| Poziom                                                                                                | Rozgrywki                                                                         | Sezony | Mecze | Z | R | P | B+ | B– | Pkt | Lata       | Awanse | Spadki | Naj. |
| I | Premier-liha                                                                      | 0      |       |   |   |   |    |    |     |            | 0      | 0      |      |
| II | Persza liha                                                                       | 0      |       |   |   |   |    |    |     |            | 0      | 0      |      |
| III                                                                                                   | Druha liha                                                                        | 1      |       |   |   |   |    |    |     | od 2024/25 | 0      | 0      | ?    |
| IV | Amatorska liha                                                                    | 1      |       |   |   |   |    |    |     | 2023/24    | 1      | 0      | 8    |
| | Puchar Ukrainy                                                                    | 1      |       |   |   |   |    |    |     | od 2024/25 | 0      | 0      |      |
| Ukraina                                                                                               | Bilans występów klubu w rozgrywkach piłkarskich Ukrainy (Stan na 31 maja 2024 r.) |        |       |   |   |   |    |    |     |            |        |        |      |

## Piłkarze, trenerzy, prezydenci i właściciele klubu

### Trenerzy
...
- 07.2023–12.2023:  Serhij Diriawka
- 2024–...:  Jurij Buczok

## Struktura klubu

### Stadion
Klub piłkarski rozgrywa swoje mecze domowe na stadionie Wilchiwci-Arena we wsi Wilchiwci, który może pomieścić 1.500 widzów.

## Kibice i rywalizacja z innymi klubami

### Derby
- FK Mynaj
- FK Użhorod